# Département de Boutilimit

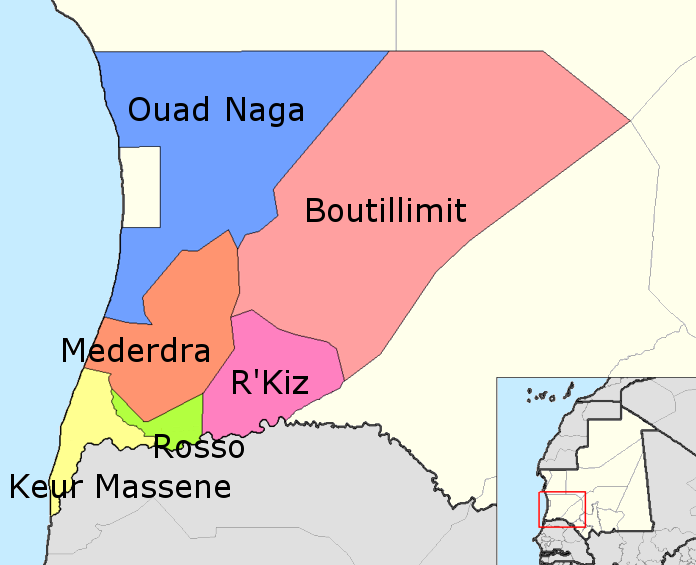
Les départements de Trarza : Boutilimit à l'est.

Le département de Boutilimit est l'un des six départements (appelés officiellement moughataa) de la région de Trarza en Mauritanie.

## Liste des communes du département
Le département de Boutilimit est constitué de sept communes :
- Ajouir
- Boutilimit
- Elb Adress
- El Moyesser
- Nebaghiya
- N'Teichet
- Tenghadi

En 2000, l'ensemble de la population du département de Boutilimit regroupe un total de 56 560 habitants (27 708 hommes et 28 852 femmes).